# Gandbreen
De Gandbreen is een gletsjer op het eiland Edgeøya, dat deel uitmaakt van de Noorse eilandengroep Spitsbergen.
De gletsjer is vernoemd naar spreuken die door Sami uitgevoerd worden.

## Geografie
De gletsjer is noordoost-zuidwest georiënteerd en heeft een lengte van ongeveer tien kilometer. Hij komt vanaf de Edgeøyjøkulen en mondt in het zuidwesten uit in het Dyrdalen.
Ten noordwesten van de gletsjer ligt op ongeveer een kilometer de gletsjer Seidbreen, ten noordoosten de gletsjer Stonebreen, op ongeveer vijftien kilometer naar het zuidoosten de gletsjer Kong Johans Bre, op ongeveer tien kilometer naar het zuiden de gletsjer Deltabreen en ongeveer tien kilometer naar het zuidwesten de gletsjer Veidebreen